# قاسم طالب‌زاده
قاسم طالب‌زاده (زادهٔ ۱۳۱۴ در تهران – درگذشتهٔ ۲۹ مهر ۱۳۹۶ در بروکسل) موسیقی‌دان، نوازنده و آهنگساز اهل ایران بود.

## زندگی هنری
ابوالقاسم طالب‌زاده در سال ۱۳۱۴ در تهران متولد شد. تحصیلات موسیقی خود را با ورود به هنرستان عالی موسیقی آغاز نمود و نواختن سازهای ویلن و ویولا را نزد هنرمندانی نظیر: سرژ خوتسیف و روبن صفاریان فرا گرفت. او پس از پایان تحصیل در هنرستان، در سال ۱۳۳۸ با یک بورسیه تحصیلی به اتریش سفر کرد و موفق به اخذ دیپلم بین‌المللی ویلن از دانشگاه موتسارتیوم سالزبورگ شد. او در آن زمان با نوازندهٔ نامدار ویلن «آندره گِرتلِر» آشنا شد و با پیشنهاد وی به بلژیک سفر کرد. او پس از مدتی جایزهٔ نخست ویلن موسیقی مجلسی را از کنسرواتوار سلطنتی «لیژ» به دست آورد. وی همچنین دیپلم موسیقی مجلسی را از کنسرواتوار سلطنتی در بروکسل کسب نمود.
قاسم طالب‌زاده در سال ۱۳۴۶ به ایران بازگشت و همکاری خود را با ارکستر سمفونیک تهران آغاز نمود و در دانشگاه تهران به تدریس مشغول شد. او در سال ۱۳۵۰ با استفاده از یک بورسیه تحصیلی دیگر مجدداً راهی بروکسل شد و به تحصیل در رشتهٔ موسیقی‌شناسی پرداخت و پس از پایان تحصیل به ایران بازگشت. او پس از دوران مدیریت یوسف یوسف‌زاده بر هنرستان موسیقی، در سال ۱۳۵۵ به ریاست این هنرستان منصوب شد و تا سال ۱۳۵۷ در این سمت باقی ماند. وی پس از انقلاب ۱۳۵۷، ایران را ترک کرد و به بلژیک بازگشت. او در سال‌های ۱۹۸۱ تا ۱۹۹۴ عضو ارکستر ناسیونال بلژیک بود و کنسرت‌های متعددی در اروپا و آمریکا به اجرا گذاشت.
او در سال ۱۹۹۴ یک آلبوم موسیقی از ساخته‌های خود را در بروکسل منتشر کرد. در این آلبوم ۹ قطعهٔ موسیقی گنجانده شده که طالب زاده ۶ قطعه را با ساز ویلن و ۳ قطعه را با ویولا به همراه پیانوی «دانیل بلومنتال» نواخته‌است.

## آثار و فعالیت‌های هنری
از جمله آثار و فعالیت‌های قاسم طالب‌زاده، به موارد زیر می‌توان اشاره نمود:
آثار مکتوب
- کتاب متد ویلن برای هنرجویان تازه‌کار (۱۹۷۶)
- کتاب تمرین‌های روزانه ویلن (۱۹۸۷)
- کتابی در زمینهٔ شناخت موسیقی دورهٔ رنسانس و باروک

آثار موسیقی
- «رسیتاتیو و توکاتا» در ۲ موومان (برداشتی از مایهٔ همایون در موسیقی ملی)
- «اصفهان»
- «موزاییک»
- «کنتراست»[۶]
- «گاتاها»
- «رقص کردی»[۷]

## درگذشت
قاسم طالب‌زاده در ۲۹ مهر سال ۱۳۹۶ بر اثر سینه‌پهلو درگذشت.